# 広田遺跡
広田遺跡（ひろたいせき）は、鹿児島県熊毛郡南種子町に所在する弥生時代後期から7世紀にかけての墓地遺跡。国の史跡。
座標: 北緯30度25分29.5秒 東経130度58分2.2秒 / 北緯30.424861度 東経130.967278度

## 概要
種子島の南部、太平洋に面した海岸砂丘上に立地する墓地遺跡。1957年（昭和32年） - 1959年（昭和34年）に、盛園尚孝・国分直一・金関丈夫らによって発掘調査が行われ、90基の埋葬遺構から、157体の人骨、44,000点以上の貝製品が出土した。特に、「貝符（貝札）」「竜佩形貝製垂飾」などの貝製品の出土で知られる。2008年（平成20年）3月28日、国の史跡に指定された。
遺跡の隣接地に2015年（平成27年）3月1日に「広田遺跡ミュージアム」が開館し、遺跡公園として整備されている。

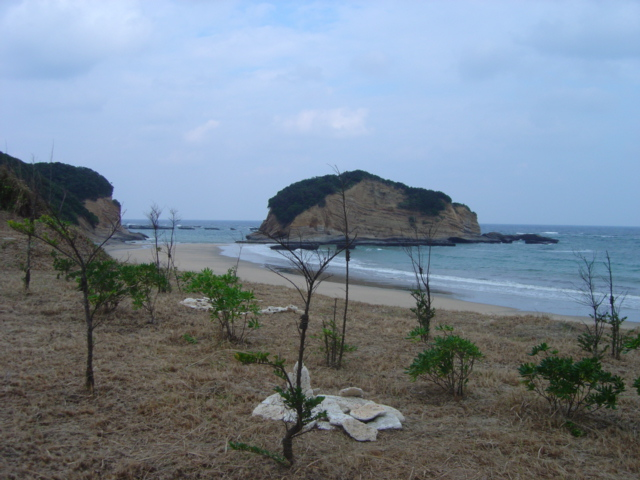
広田遺跡ほぼ同じ海岸線を。2011年